# Нижнее Вехкозеро
Нижнее Вехкозеро — пресноводное озеро на территории Амбарнского сельского поселения Лоухского района Республики Карелии.

## Общие сведения
Площадь озера — 10,2 км², площадь водосборного бассейна — 210 км². Располагается на высоте 67,8 метров над уровнем моря.
Форма озера лопастная, продолговатая: оно почти на десять километров вытянуто с запада на восток. Берега изрезанные, каменисто-песчаные, преимущественно возвышенные.
Через озеро течёт река Домашняя, впадающая в Лоухское озеро, из которого берёт начало река Луокса, приток реки Керети, впадающей, в свою очередь, в Белое море.
В залив западной оконечности Нижнего Вехкозера впадает безымянный ручей, текущий из озёр Ряпукс и Бедного.
В озере более двух десятков островов различной площади. Наиболее крупный — Могильный — расположен в западной части водоёма.
Код объекта в государственном водном реестре — 02020000711102000002606.